# Illegale pers in Nederland

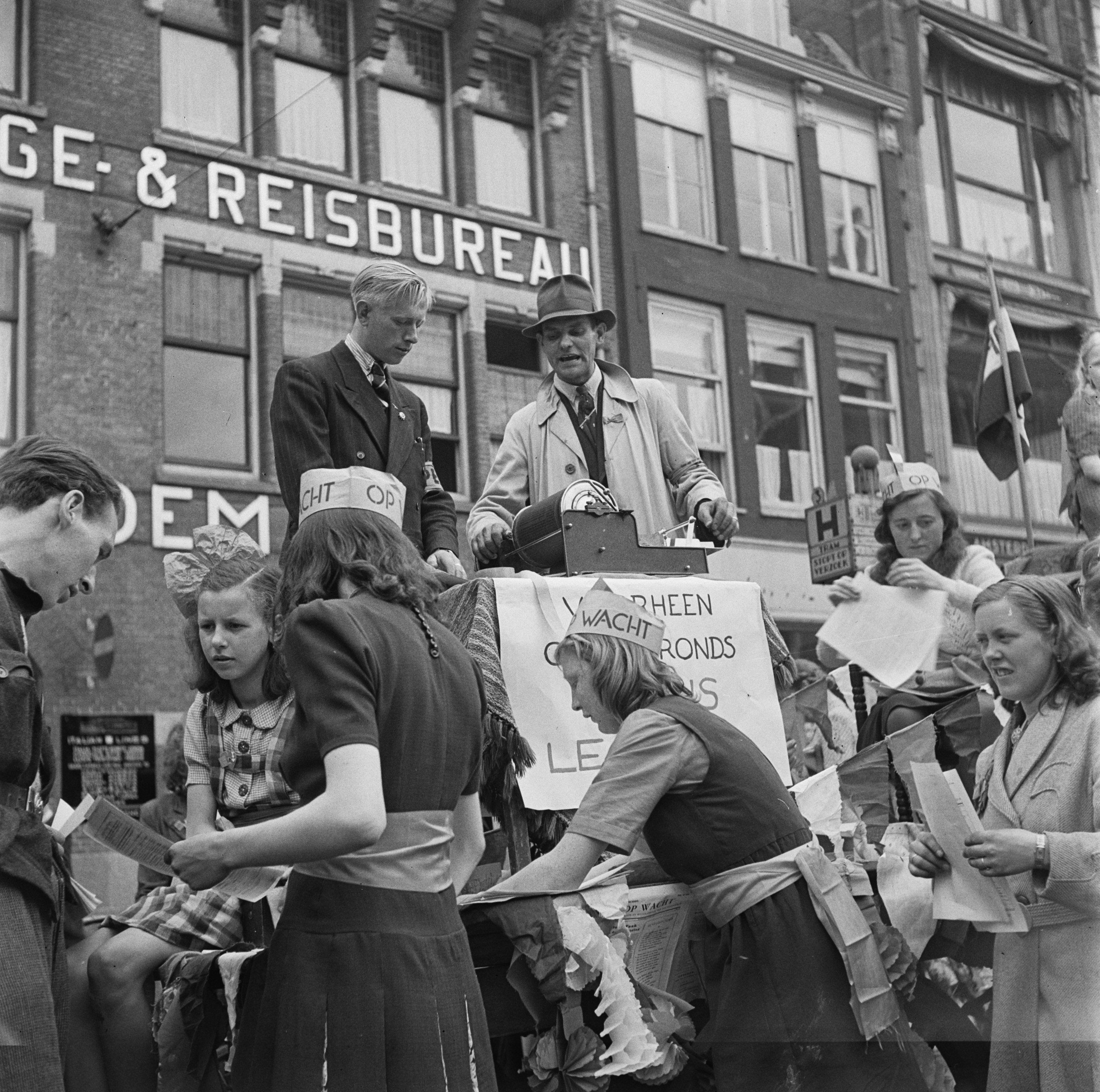
Op een demonstratiewagen in mei 1945 in Den Haag wordt tijdens een optocht getoond hoe de ondergrondse pers werkte.

De illegale pers in Nederland betreft Nederlandse kranten, pamfletten en tijdschriften die tijdens de Tweede Wereldoorlog door verzetsgroepen illegaal werden gedrukt, uitgegeven en verspreid. Het doel hiervan was de bevolking te informeren over en aan te zetten tot verzet of althans een meer kritische houding tegenover de Duitse bezetter.

## Situatie bij het begin van de bezetting
De illegale pers ontstond vrijwel onmiddellijk na de capitulatie, namelijk toen de bestaande journalistieke organen, het ANP voorop, werden gelijkgeschakeld.
Bestaande bladen, bijvoorbeeld uit liberale, katholieke en sociaaldemocratische kring, hadden grote moeite de bezetting en de Gelijkschakeling te overleven. Zo kwam het dagblad Het Volk pas weer uit na de bevrijding, als Het Vrije Volk.
Tijdens de oorlogsdagen had de Nederlandse regering het communistische Volksdagblad samen met een aantal andere periodieken verboden. Op 24 juni 1940 hief de Duitse bezetter dit algemene verschijningsverbod op. Het Volksdagblad verscheen op maandag 26 juni weer. Alle kranten hadden in mei 1940 een verklaring moeten publiceren, het zogenaamde Wehrmacht-bericht, waarin ze beloofden loyaal aan de bezetter te zijn. Het Volksdagblad deed dit echter niet, maar plaatste een verklaring met de waarschuwing dat de krant onder gewijzigde omstandigheden verscheen en dat de lezers daar rekening mee moesten houden. De Duitsers reageerden furieus en verboden het Volksdagblad en alle andere communistisch periodieken onmiddellijk. Daarmee was het Volksdagblad het eerste dagblad dat door de Duitsers verboden werd.
De nog bestaande kranten werden zodanig gemuilkorfd dat hun berichtgeving niet meer was te vertrouwen. Hieronder vielen het Algemeen Handelsblad, de Volkskrant, De Tijd, de Nieuwe Rotterdamsche Courant en De Gelderlander. Dagelijks werden zij 'gebriefd' hun berichtgeving aan te passen aan wat de bezetter wenste te horen én weg te laten.

## Ondergrondse bloei
De ondergrondse bladen hadden aanvankelijk slechts oplagen van 700 tot 1000 exemplaren. Alleen de communistische bladen hadden bij elkaar een veel grotere oplage van ruim 1000 in november 1940 tot meer dan tienduizend in het voorjaar van 1941. Later zou die oplage tot vele tienduizenden uitgroeien. Vaak werden de publicaties na het lezen doorgegeven, bijvoorbeeld op straat of aan kennissen, zodat de drukkers er niet veel hoefden te maken om toch door veel mensen gelezen te worden. Hun invloed was groot.
Pamfletten en eenmalige uitgaven worden niet tot de illegale pers gerekend; de minimale definitie is de bedoeling tot een geregelde uitgave te komen.
Het eerste blad dat regelmatig uitkwam, was Bulletin van de broers Lodie Voûte en N.G. Voûte. Het (gestencilde) blad bleef tot september 1941 voortbestaan.
Uiteindelijk kwam Het Parool voort uit de bundeling van de activiteit van de SDAP-er Koos Vorrink en Frans Goedhart. Het was ook het eerste blad dat gedrukt uitkwam.
Vrij Nederland was oorspronkelijk een initiatief uit anti-revolutionaire kring. Eind 1941 werd bijna de gehele staf opgerold, met uitzondering van onder anderen Wim Speelman. De uitgave werd zo snel mogelijk voortgezet om de bezetter niet de indruk te geven dat de arrestanten daadwerkelijk 'schuldig' waren.
In 1943 kwam het tot een scheuring, waaruit het nieuwe blad Trouw ontstond.
Het meest invloedrijke zowel aan het begin als het eind van de oorlog was het communistische De Waarheid, die buiten Amsterdam (in de grote steden of Zuid-Limburg) vaak onder de naam De Vonk of het Noorderlicht (in het noorden) uitkwam met vrijwel dezelfde inhoud. Nadat veel medewerkers gearresteerd waren, gingen die lokale edities vanaf ongeveer begin 1943 ook de naam De Waarheid voeren.
Het blad Je Maintiendrai ontstond begin 1943 uit een fusie van twee bestaande uitgaves. Het verscheen twee keer per maand en zou uiteindelijk met een oplage van 40.000 exemplaren tot de grootste illegale bladen behoren. Het blad had banden met de in 1941 verboden politieke beweging de Nederlandsche Unie maar was anders dan de andere grote bladen niet verbonden aan een bepaalde levensbeschouwelijke zuil.
Een liberaal illegaal blad dat enige tijd heeft bestaan, heette Slaet op den Trommele.
De Revolutionair-Socialistische Arbeiderspartij (RSAP) beheerde een tijdlang een eigen illegale krant. Een ander links-socialistisch blad was De Vonk. De redacteuren Eddy Wijnkoop en Dirk Schilp werden vrij spoedig gearresteerd.
In studentenkringen werden de bladen De Geus (van de gebroeders Drion) en De Vrije Katheder verspreid, die een rol speelden in het studentenverzet.

## Radio
Illegale radio was vanwege de doeltreffende opsporingstechnieken niet mogelijk. Nieuwsuitzendingen en andere programma's uit het buitenland werden veel beluisterd, vooral de programma's van Radio Oranje en de BBC Dutch Service vanuit Engeland. In de eerste oorlogsjaren was er De Brandaris, een speciale zender voor zeevarenden die ook in bezet gebied te ontvangen was. Schrijver A. den Doolaard was een belangrijk medewerker. In 1942 fuseerde dit station met Radio Oranje.
Een uitzending die faam genoot omdat er getracht werd de illusie te wekken dat men vanuit bezet gebied uitzond was De Flitspuit. De bezielende man hierachter was Meijer Sluyser. De naam 'De Flitspuit' werd verklaard door de slogan: 'Duitse luizen in Hollandse huizen/Ze moeten eruit, neem de flitspuit'. Hoewel vrij snel werd achterhaald dat de zender in Engeland stond werd de illusie nog lang volgehouden. Na 1943 was radio-ontvangst voor velen onmogelijk omdat ze op last van de Duitse bezetter hun radiotoestel hadden ingeleverd. Nieuws afkomstig van de Engelse zenders werd daarom op grote schaal verspreid door de illegale pers.

## Na de bevrijding
Na de bevrijding in 1945 gingen verscheidene van deze, onder de bezetting illegale, bladen  "bovengronds", dat wil zeggen ze zetten hun activiteiten als (legale) bladen voort. 
De voornaamste in Nederland zijn:
- De Waarheid
- Het Parool
- Trouw
- Vrij Nederland

Veel van de ondergrondse bladen zijn bewaard bij het NIOD. De meeste zijn inmiddels gedigitaliseerd en online te lezen.

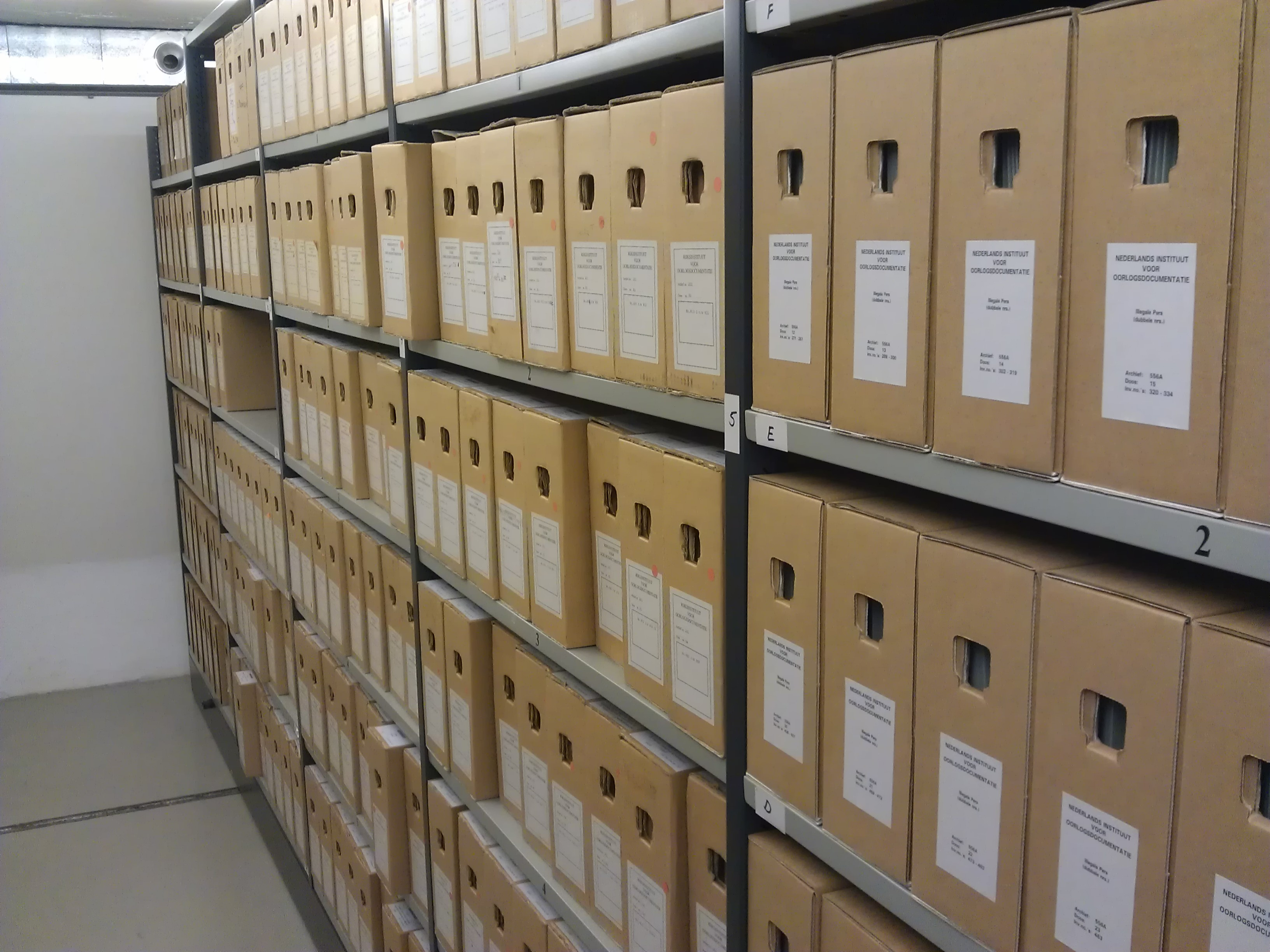
Verzetsbladen in het magazijn van het NIOD
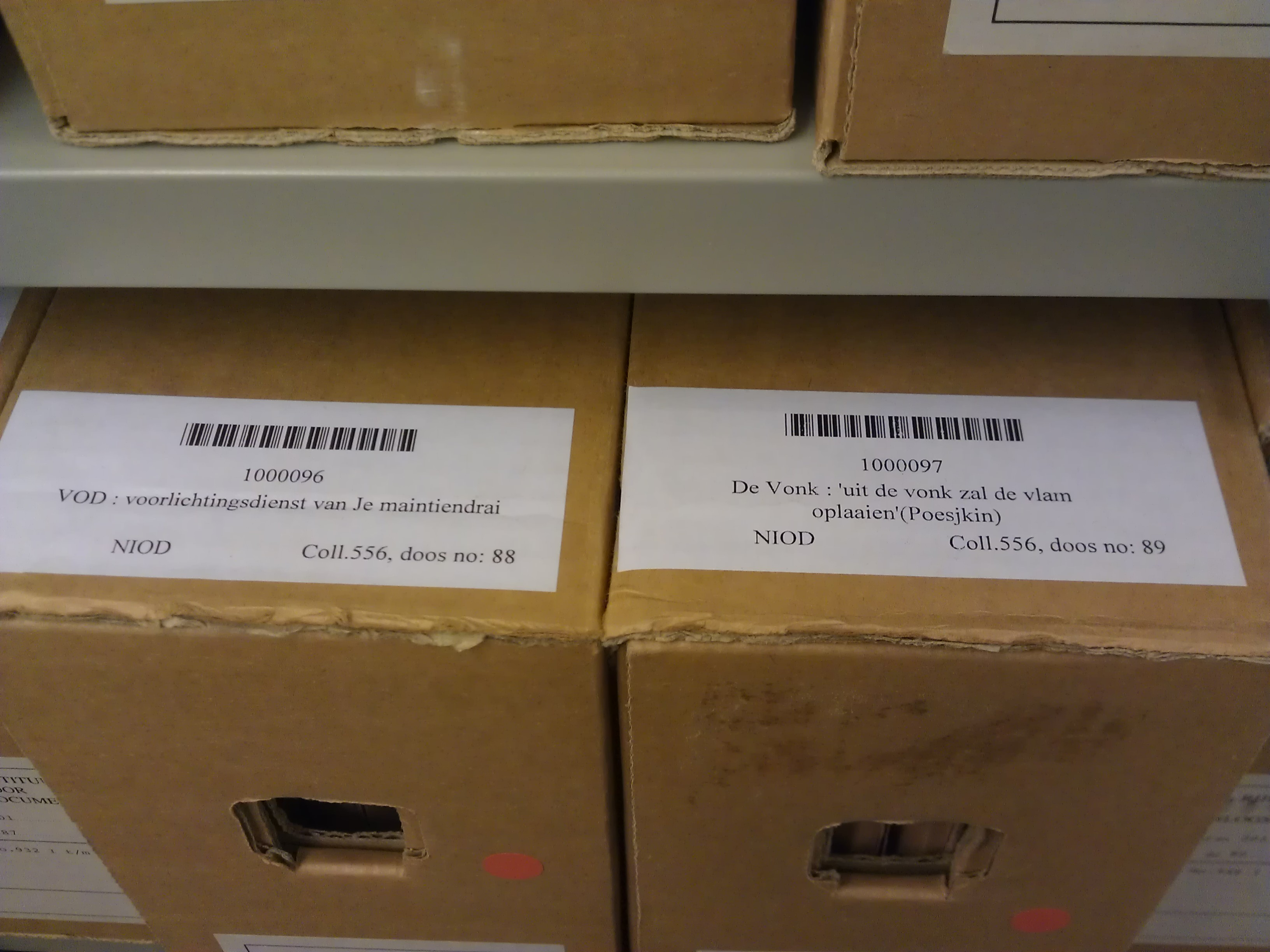
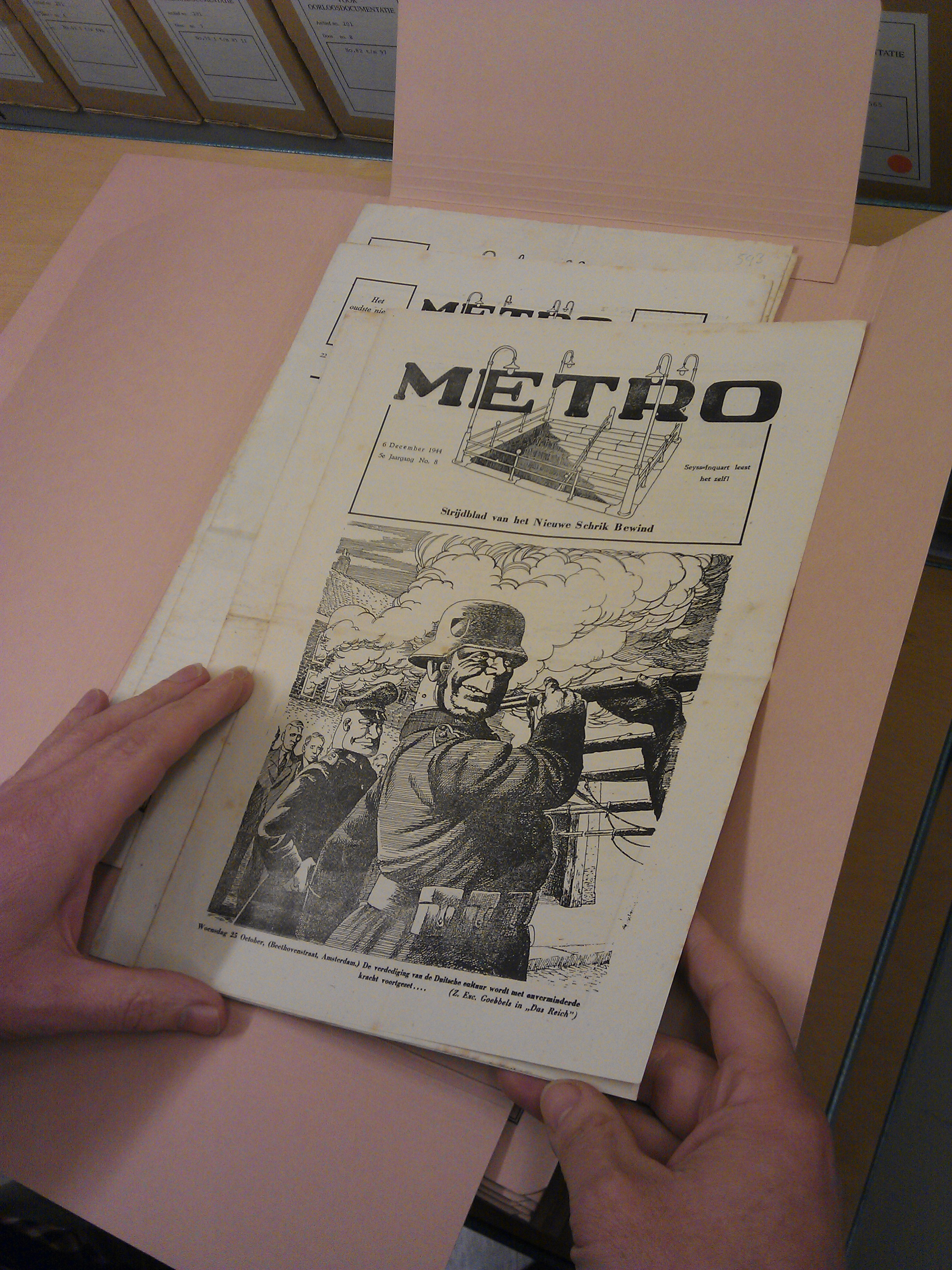
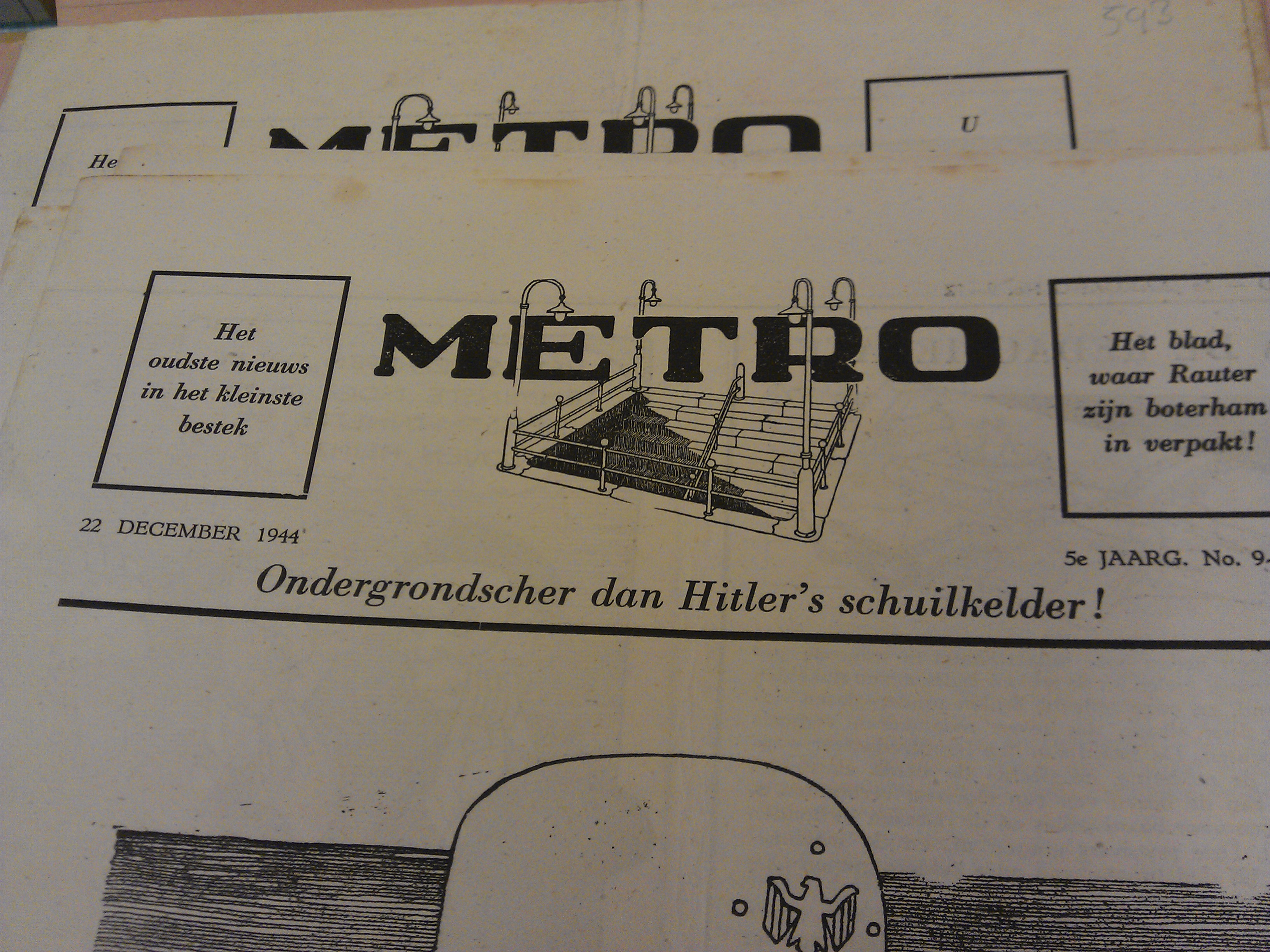
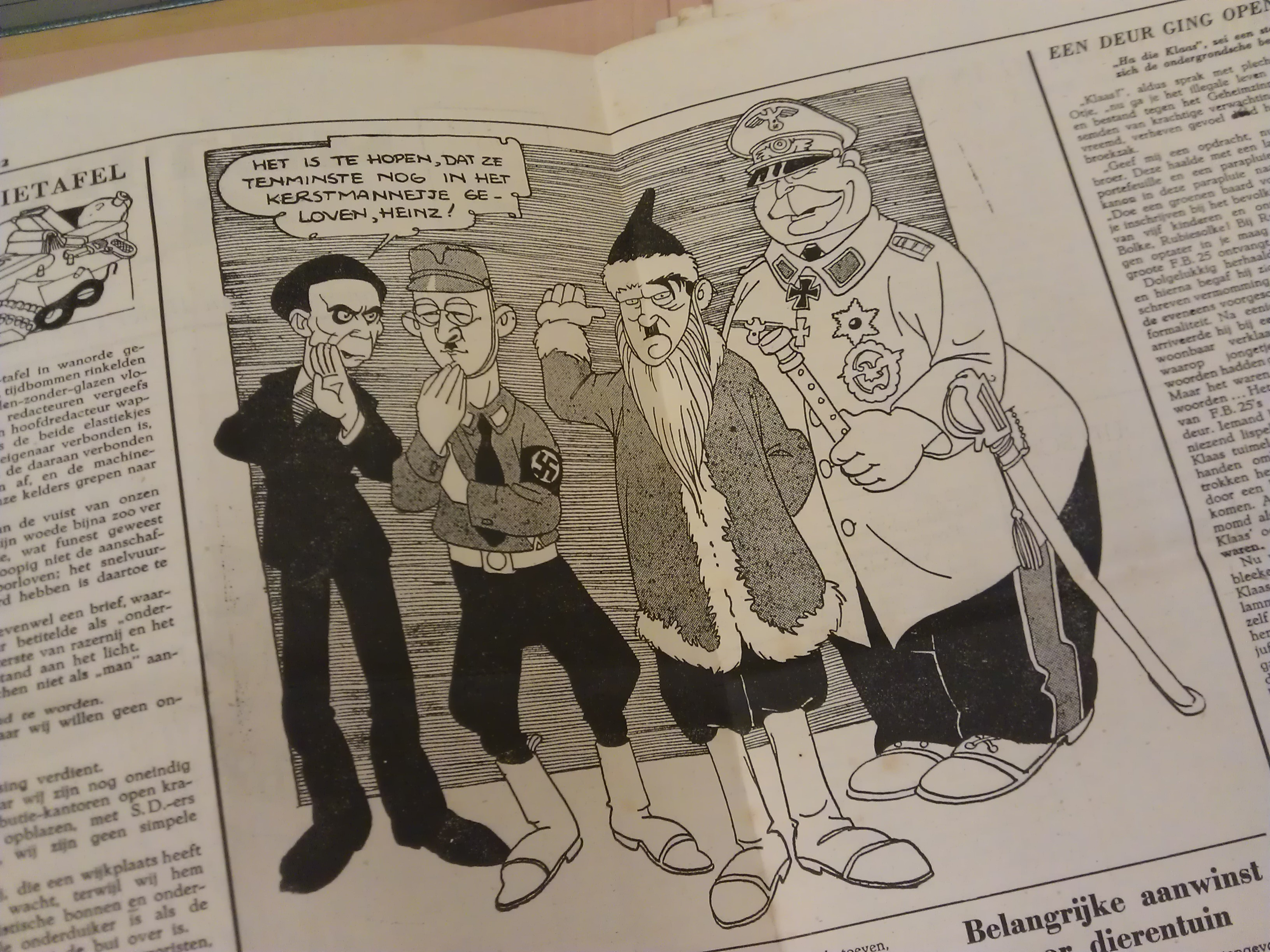
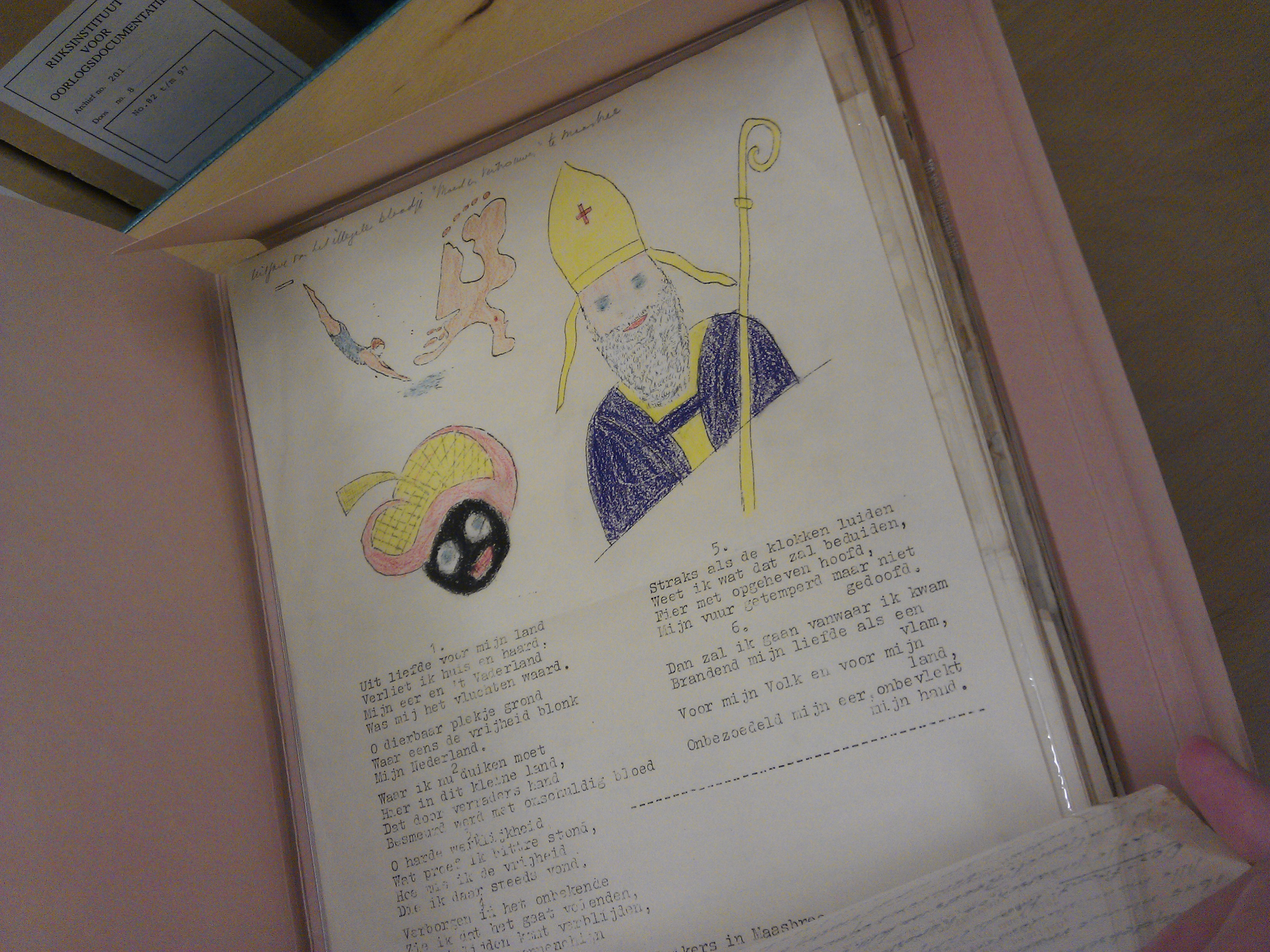